# Especially for You
»Especially for You« je peti mednarodni singl avstralske pop pevke Kylie Minogue, ki ga je zapela v duetu z Jasonom Donovanom in izdala v božični sezoni leta 1988. Pesem sicer ni bila del njenega debitantskega albuma, je pa izšla na debitantskem albumu Jasona Donovana, Ten Good Reasons (1989). Vključena je bila tudi na ameriško verzijo drugega glasbenega albuma Kylie Minogue, Enjoy Yourself. Pesem, ki so jo izdali 28. novembra 1988, je napisala britanska skupina tekstopiscev Stock Aitken & Waterman.
Pesem je največ uspeha požela v Združenem kraljestvu, kjer so jo izdali takoj po poroki njunih dveh likov, Charlene in Scotta, v epizodi avstralske telenovele Sosedje, ko sta imela oba največ oboževalcev.
Pesem je štiri tedne ostajala na drugem mestu britanske glasbene lestvice, kjer je po novem letu za tri tedne nazadnje zasedla prvo mesto. Do začetka leta 1989 je pesem v Veliki Britaniji že prodala en milijon izvodov in tako postala tamkajšnja najbolje prodajana pesem Kylie Minogue, kar je ostala vse do izida njenega singla »Can't Get You out of My Head« leta 2001, ki je prodal več milijonov izvodov. Singl je bil izredno uspešen tudi drugod po Evropi; na Švedskem je, na primer, prodal 23.037 izvodov. It was her longest single in New Zealand, peaking at 2 staying there for 21 weeks.
Kylie Minogue je s pesmijo nastopila tudi v duetu s Kermitom the Frogom, ki ga je leta 2001 izvedla med britansko ITV-jevo oddajo An Audience with....

## Seznam verzij
CD s singlom
1. »Especially For You« (razširjena verzija) - 5:01
2. »All I Wanna Do Is Make You Mine« (razširjena verzija) - 6:00
3. »Especially For You« - 3:58

Gramofonska plošča s singlom - 1
1. »Especially For You« - 3:58
2. »All I Wanna Do Is Make You Mine« - 3:34

Gramofonska plošča s singlom - 2
1. »Especially For You« (razširjena verzija) - 5:01
2. »All I Wanna Do Is Make You Mine« (razširjena verzija) - 6:00

## Nastopi v živo
Kylie Minogue je s pesmijo nastopila na naslednjih turnejah:
- Showgirl: The Greatest Hits Tour
- Showgirl: The Homecoming Tour
- Aphrodite World Tour 2011 (nastopila samo na koncertu v Manili, Filipini, in sicer na željo oboževalcev)[3]

## Dosežki
| Lestvica (1988/1989)                   | Dosežek |
| -------------------------------------- | ------- |
| Avstralija (ARIA)                      | 2       |
| Belgija (Ultratop)                     | 1       |
| Danska (Tracklisten)                   | 5       |
| Nizozemska (Dutch Top 40)              | 6       |
| Evropa (Eurochart Hot 100)             | 1       |
| Finska (Mitä hittiä)                   | 4       |
| Francija (SNEP)                        | 1       |
| Nemčija (Media Control AG)             | 10      |
| Irska (IRMA)                           | 1       |
| Nova Zelandija (RIANZ)                 | 2       |
| Norveška (VG-lista)                    | 10      |
| Švedska (Sverigetopplistan)            | 12      |
| Švica (Schweizer Hitparade)            | 2       |
| Združeno kraljestvo (UK Singles Chart) | 1       |
| Grčija (IFPI)                          | 1       |

### Dosežki na lestvicah ob koncu leta
| Leto | Država                              | Dosežek |
| ---- | ----------------------------------- | ------- |
| 1988 | Velika Britanija (UK Singles Chart) | 4       |
| 1989 | Velika Britanija (UK Singles Chart) | 32      |
| 1989 | Avstralija (ARIA)                   | 17      |
| 1989 | Nemčija (Media Control AG)          | 67      |
| 1989 | Švica (Schweizer Hitparade)         | 22      |
| 1989 | Nizozemska (Dutch Top 40)           | 53      |

### Ostali pomembnejši dosežki
| Predhodnik: »Mistletoe and Wine« od Cliffa Richarda | Prvo mesto na britanski glasbeni lestvici 1. januar 1989 (3 tedni) | Naslednik: »Something's Gotten Hold of My Heart« od Marca Almonda z Geneom Pitneyjem |

## Ostale različice
- Denise van Outen in Johnny Vaughan sta skupaj z britansko pop glasbeno skupino Steps izdala lastno različico pesmi za britansko dobrodelno televizijsko specijalko Children in Need za BBC leta 1998. Pesem je na britanski glasbeni lestvici zasedla tretje mesto.
- Filipinska akustična glasbena skupina MYMP je lastno različico pesmi izdala preko svojega albuma Versions (2005).
- Tajska pop pevka Genie Cho je lastno različico pesmi skupaj z Leonom Jayjem Williamsom izdala na svojem albumu 1 + 1 Play n Fun (2009).
- Glasbena skupina Wink je svojo verzijo pesmi izdala na svojem albumu Especially for You (Yasashisa ni Tsutsumarete) (1989).